# 周为民
周为民（1954年11月—），男，河北平泉人，中国人民解放军中将。

## 生平
1972年毕业于平泉一中，同年12月入伍。早年参加中越战争。曾任广州军区第41集团军政治部主任，广州军区政治部副主任、联勤部政委等职。2012年12月任广州军区政治部主任。2014年，晋升中国人民解放军中将军衔。2016年1月，任广州军区善后办政委。其後出任廣東省国防教育学会名誉会长